# 1986 ve filmu

## Filmy roku 1986

### České filmy
- Dobré světlo (režie: Karel Kachyňa)
- Malá čarodějnice (režie: Zdeněk Smetana)
- Mladé víno (režie: Václav Vorlíček)
- Smrt krásných srnců (režie: Karel Kachyňa)
- Vlčí bouda (režie: Věra Chytilová)
- Zkrocení zlého muže (režie: Marie Poledňáková, koprodukce s Finskem)

### Zahraniční filmy
- 9 a 1/2 týdne (režie: Adrian Lyne)
- De Aanslag (režie: Fons Rademakers)
- Barva peněz (režie: Martin Scorsese)
- Bezcitní lidé (režie: Jim Abrahams, David Zucker, Jerry Zucker)
- Bohem zapomenuté děti (režie: Randa Haines)
- Červený drak (režie: Michael Mann)
- Četa (režie: Oliver Stone)
- Fatherland (režie: Ken Loach)
- Hana a její sestry (režie: Woody Allen)
- Highlander (režie: Russell Mulcahy)
- Jméno růže (režie: Jean-Jacques Annaud)
- Karate Kid 2 (režie: John G. Avildsen)
- Krokodýl Dundee (režie: Peter Faiman)
- Laputa: Zámek v oblacích (režie: Hajao Mijazaki)
- Meč Gideonův (režie: Michael Andreson)
- Mise (režie: Roland Joffé)
- Mona Lisa (režie: Neil Jordan)
- Moucha (režie: David Cronenberg)
- Na dosah (režie: James Foley)
- Návrat do školy (režie: Alan Metter)
- Oběť (režie: Andrej Tarkovskij)
- Oheň s ohněm (režie: Duncan Gibbins)
- Orlové práva (režie: Ivan Reitman)
- Pokoj s vyhlídkou (režie: James Ivory)
- Stammheim (režie: Reinhard Hauff)
- Star Trek IV: Cesta domů (režie: Leonard Nimoy)
- Top Gun (režie: Tony Scott)
- Vetřelci (režie: James Cameron)
- Volný den Ferrise Buellera (režie: John Hughes)
- Zelený paprsek (režie: Éric Rohmer)
- Zlaté dítě (režie: Michael Ritchie)
- Zločiny srdce (režie: Bruce Beresford)